# VfL-Stadion am Elsterweg
Das VfL-Stadion am Elsterweg ist ein Fußballstadion mit einer sechsspurigen Leichtathletikanlage in Wolfsburg. Das Stadion war bis 2002 die Spielstätte für die Fußballmannschaft des VfL Wolfsburg und bis Ende 2014 die Heimstätte der Frauen- und der zweiten Herrenmannschaft des VfL und bietet Platz für 17.600 Zuschauer.

## Geschichte

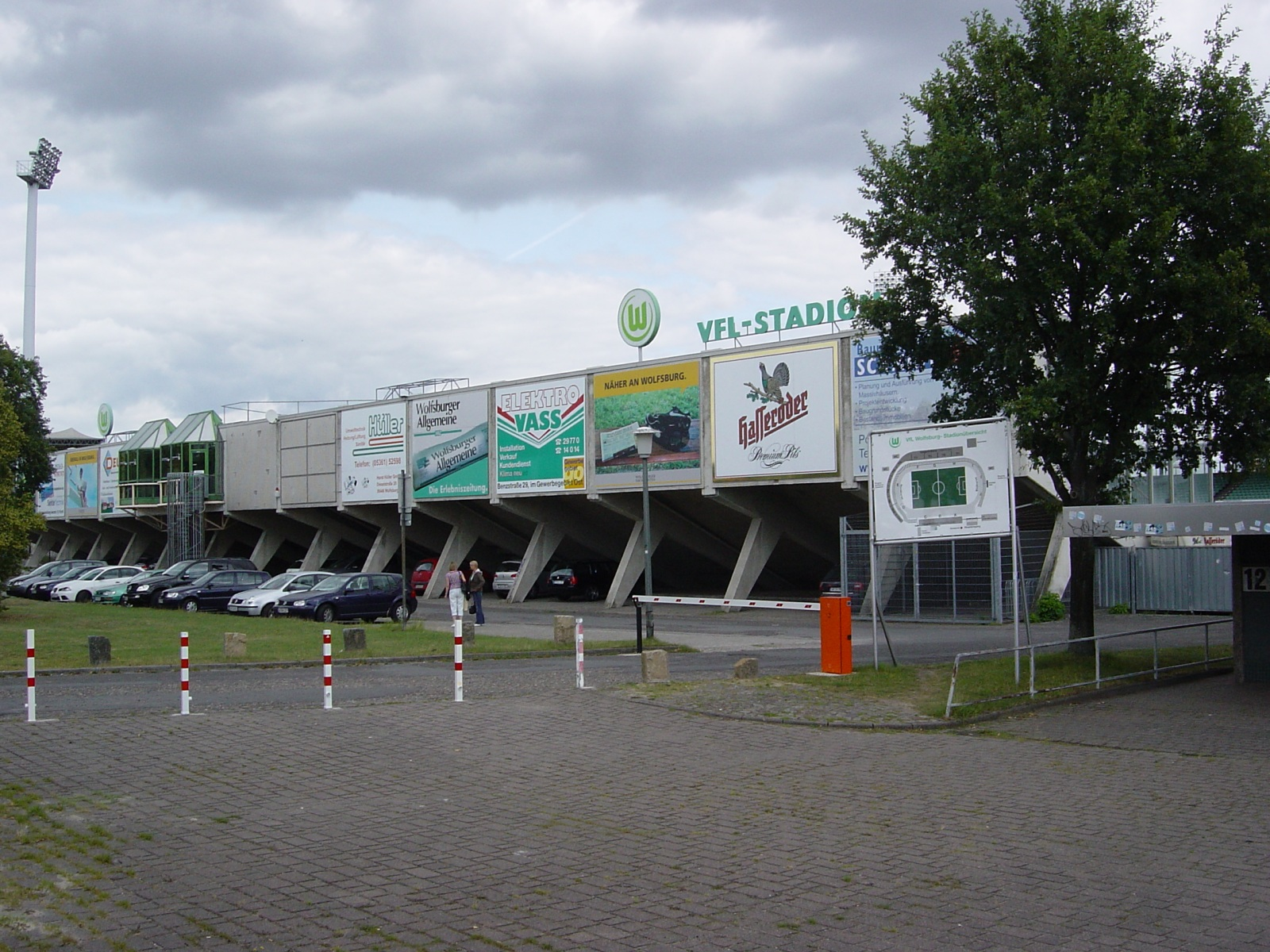
Tribüne von 1961 (Rückseite)

Um 1940 wurde östlich der Schule der Stadt des KdF-Wagens ein Sportplatz errichtet. An seiner Stelle wurde am 10. Oktober 1947 das Stadion eingeweiht, es wurde zur neuen Heimat der ersten Herrenmannschaft des VfL. Am 1. Mai 1961 wurde die neuerrichtete überdachte Haupttribüne eingeweiht. Sie wurde nach den Plänen des Wolfsburger Architekten Hans Tiedemann aus Betonelementen erbaut, die Baukosten von 720.000 DM teilten sich die Stadt Wolfsburg und das Volkswagenwerk.
Nachdem die VfL-Herren 1997 in die Fußball-Bundesliga aufgestiegen sind, wurde das Stadion renoviert und auf eine Kapazität von 21.600 Plätzen ausgebaut. Aufgrund der Fertigstellung der Volkswagen Arena fand am 23. November 2002 das letzte Spiel der ersten Fußball-Herrenmannschaft im VfL-Stadion statt. Nach dem Umzug der VfL-Profis in die neue Spielstätte wurde das Stadion wieder auf ein Fassungsvermögen von 17.600 Zuschauern (12.500 Sitzplätze) zurückgebaut.
Seitdem spielten die Frauenmannschaft (Bundesliga) und die zweite Herrenmannschaft (Regionalliga Nord) im VfL-Stadion. Des Weiteren spielt die zweite Frauenmannschaft ihre Heimspiele auf einem der Nebenplätze des VfL-Stadions aus. Die Arena war eines der größten Stadien der Frauen-Bundesliga.
Am 25. Oktober 2001 spielte die deutsche Frauennationalmannschaft im Rahmen der WM-Qualifikation gegen die Auswahl Portugals. Beim 9:0-Sieg der DFB-Elf erzielte Conny Pohlers als erste deutsche Spielerin fünf Tore in einem Länderspiel.
Neben den einzelnen Fußballmannschaften des VfL Wolfsburg nutzt die Leichtathletikabteilung VfL Wolfsburg e. V. – Leichtathletik das Stadion.

## Zukunft
Mit dem Neubau einer zweiten, kleinen Fußballarena für 5.200 Zuschauer für die U23, die U19 und die erste Frauenmannschaft im Allerpark durch die VfL Wolfsburg-Fußball GmbH verlor das alte Stadion am Elsterweg ab Ende 2014 an Bedeutung. Das AOK Stadion wurde im Januar 2015 eröffnet.
Wie die Zukunft am Elsterweg aussieht, ist noch nicht klar, denn für das Gelände besteht millionenschwerer Sanierungsbedarf. Eventuell könnte hier eine Mehrzweckhalle entstehen, in die die denkmalgeschützte Tribüne integriert werden könnte.